# Енергија (часопис)
Енергија (Енергија, економија, екологија) је стручно-информативни часопис за трансфер научних, стручних и привредних информација из земље и света. Први број је штампан 1996. године. Излази тромесечно, а по потреби ванредно се штампају специјална издања. Издавач и оснивач часописа је Савез енергетичара.
Издавачки савет часописа формиран је од афирмисаних стручњака из области истраживања и експлоатације енергетских ресурса, производње свих облика енергије, транспорта, дистрибуције и потрошње енергије, производње опреме и материјала, изградње енергетских објеката и постројења, заштите животне средине и истраживачких и развојних институција у области енергије , екологије и економије.
Садржај и профил часопис обухвата укупну енергетску проблематику у области енергије, економије, екологије кроз поједине целине и сталне или повремене рубрике.
Часопис Часопис се дистрибуира претплатницима, државним органима, организацијама, универзитетима, институтима, школама, научним радницима, привредницима, агенцијама, чланству Савеза енергетичара, размењује се са сродним издањима у земљи и иностранству.
Према мишљењу Министарства за науку и заштиту животне средине Републике Србије часопис је публикација од посебног интереса за науку.
На интернет презентацији Савеза енергетичара могу се преузети старији бројеви часописа.

## Савез енергетичара
Савез енергетичара је једна од најстаријих струковних организација која је постојала још 1919. године. После Другог светског рата, 1945. године основана је „Народна техника“ у чијем саставу је била и делатност Савеза енергетичара. Самостално деловање енергетичари започињу 1954. године.
Савез формулише и остварује заједничке интересе свих чланова, са циљем стварања повољне атмосфере у енергетском сектору, која уз респектовање позитивних принципа води ка дугорочном одрживом просперитету друштва.
Савез пружа својим члановима широку палету помоћи у радним и информативним областима, приликом успостављања контаката са партнерима, као што су: семинари, саветовања, учешће на изложбама, специјализованим манифестацијама на којима су представљене могућности, стање и развојне потребе енергетске привреде Србије, као и домаћих и страних фирми из овог сектора.